# Gekoppelt
Gekoppelt ist in der Heraldik ein Fachwort und beschreibt eine besondere Lage von gleichen Heroldsbildern.
Zwei oder mehrere gleiche Heroldsbilder grenzen dicht nebeneinander oder übereinander (eine Form in verschiedener Farbe) und unterscheiden sich nur durch die Tingierung. Anwendung macht bei Sparren, Spitze, Balken oder Pfahl einen Sinn. Heute ist der Begriff selten in Anwendung.
Die Wappenbeschreibung würde sinngemäß lauten: Zwei gekoppelte Spitzen in Rot und Silber...